# Тобенфельд, Эван
Эван Дэвид Тобенфелд (англ. Evan David Taubenfeld ; род. 27 июня 1983) — американский автор и исполнитель песен, более известный, как гитарист Аврил Лавин с 2002 по 2004 г. Дебютный альбом Эвана Тобенфелда, Welcome to the Blacklist Club, вышел 18 мая 2010 года.

## Детство
Эван Тобенфелд родился в Балтиморе, Мэриленд, США, в семье Марка и Эми Тобенфелд. У него есть младший брат Дрю (р. 1984), который является гитаристом в Selena Gomez & The Scene, и младшая сестра, Энни (р. 1990). В 3 года ему купили его первый барабан. А через пару лет Эвану дедушка с бабушкой подарили уже настоящую установку. В седьмом классе Эван играл на ударных в группе под названием The Suburbanities. В 15 лет он сам научился играть на гитаре, разучивая одну из песен группы Nirvana. В десятом классе он основал свою группу Spinfire, где пел и играл на гитаре. Группа сама выпустила один альбом(Spinfire EP) и сыграла очень много концертов по клубам в Мэрилэнде. Группа распалась осенью 2002 года.

## Образование
- Начальное: McDonogh School: 1990—2001
- Среднее-специальное: David Geffen School of Medicine at UCLA (рус. Медицинская школа при Калифорнийском университете в Лос-Анджелесе)Окончил с отличием.

## Карьера
В 2002 году Эван получил звонок от Джоша Сарубина, который приглашал его на прослушивание к новоиспеченной певице Аврил Лавин. Эван оставался музыкальным директором и гитаристом Аврил Лавин до 2004 г. ,пока не получил предложение подписать контракт о записи сольного альбома. Аврил часто приглашала Эвана для совместного написания таких песен, как «Don’t Tell Me», «Hot», «Innocence», «Push». Его первый сингл, «Boy Meets Girl», вышел в марте 2009 г. Рождественский сингл, «Merry Swiftmas (Even Though I Celebrate Chanukah)» дебютировал на 59 позиции в Hot Country Songs . Его альбом, «Welcome to the Blacklist Club» был выпущен в мае 2010 года, и достиг 41 места в US Heat.
В настоящее время карьера Тобенфельда временно приостановлена. С момента выхода дебютного альбома Эван не предпринимал попыток создать ещё один альбом, однако он не перестает баловать своих поклонников своим творчеством в видео одиночных синглов, ролями в кино и выступлениями с Аврил. В 2013 году Эван заявил, что его сольных альбомов, скорее всего больше не будет, однако порадовал новыми синглами.

## Профессии
- Mighty Seven Songs: креативный директор; охотник за талантами с ноября 2012
- The Avril Lavigne Foundation: член Совета с апреля 2012
- EMI Music Publishing: автор песен, композитор с ноября 2003 по июнь 2011
- Warner Bros. Records: артист с ноября 2004 по декабрь 2010
- MTV Networks: эксклюзивный музыкальный директор с апреля 2006 по декабрь 2006
- Apple Inc.: техник Applecare
- American Heart Association: кардиолог
- Emergency Medical Technician(EMT): лечащий врач неотложной медицинской помощи
- Инструктор по огнестрельному оружию: пистолет

## Дискография
Студийные альбомы
2010 — Welcome to the Blacklist Club
Бутлеги
2007 — Just Sign Here.....
Мини-альбомы
2000 — Spinfire EP (в составе группы «Spinfire»)
Синглы
| Название                                              | Год  | Высшая позиция в чарте | Альбом                        |
| Название                                              | Год  | US Country             | Альбом                        |
| ----------------------------------------------------- | ---- | ---------------------- | ----------------------------- |
| «Boy Meets Girl»                                      | 2009 | —                      | Welcome to the Blacklist Club |
| «Merry Swiftmas (Even Though I Celebrate Chanukah)»   | 2009 | 59                     | —                             |
| «Pumpkin Pie»                                         | 2010 | —                      | Welcome to the Blacklist Club |
| «Best Years of Our Lives» (при участии Avril Lavigne) | 2011 | —                      | —                             |
| «Claire»                                              | 2013 | —                      | —                             |
| «Still in Love Somehow»                               | 2013 | —                      | —                             |

## Фильмография
| Год  |   | Русское название      | Оригинальное название   | Роль            |
| ---- | - | --------------------- | ----------------------- | --------------- |
| 1997 | ф | Взгляд                | The View                | играет сам себя |
| 2003 | ф | Аврил Лавин: My World | Avril Lavigne: My World | играет сам себя |
| 2005 | ф | Всякая всячина        | All That                | играет сам себя |
| 2007 | ф | Кая                   | Kaya                    | играет сам себя |
| 2009 | ф | Частная школа         | Private                 | Blake Pearson   |
| 2016 | ф | Flipped               | Flipped                 | Scotty Dee      |